# FK Tosno
FK Tosno (ros. Футбольный клуб «То́сно») – rosyjski klub piłkarski, mający siedzibę w mieście Tosno w obwodzie leningradzkim.

## Kluby-protoplaści
- lata 40. XX wieku: Dinamo Tosno (ros. «Динамо» Тосно)
- 1997: Era Tosno («Эра» Тосно)
- 2000: FK Tosno (ФК «Тосно»)
- 2002: Era-Katierpiller Tosno («Эра-Катерпиллер» Тосно)
- 2003: Era-Inkom Tosno («Эра-Инком» Тосно)
- 2004: Era Tosno («Эра» Тосно)
- 2008: FK Tosno (ФК «Тосно»)
- 2009: Ruan Tosno («Руан» Тосно)

Po II wojnie światowej miejscowość reprezentował klub Dinamo Tosno. Zespół występował w rozgrywkach amatorskich. Potem klub z przyczyn finansowych przestał istnieć.
W 1997 roku w mieście został utworzony klub piłkarski o nazwie Era Tosno, który zadebiutował w mistrzostwach obwodu leningradzkiego. Klub pozyskując lub tracąc sponsorów zmieniał kolejno nazwy na FK Tosno, Era-Katierpiller, Era-Inkom Tosno.

## Historia
Pomysł stworzenia nowego profesjonalnego klubu piłkarskiego w obwodzie leningradzkim pojawił się w 2012 roku. W marcu 2013 roku zdecydowano się na stworzenie takiego klubu przy wsparciu holdingu Fort Group, który został głównym sponsorem, oraz Regionalnej Publicznej Organizacji „Futbołnyj Klub Tosno”. Na posiedzeniu Rady Stowarzyszenia PFL, które odbyło się w dniu 13 czerwca 2013 roku klub pod nazwą FK Tosno został przyjęty do ligi.
W sezonie 2013/14 klub debiutował w Drugiej Dywizji (grupa Zachód) Mistrzostw Rosji. Po zakończeniu sezonu zajął pierwsze miejsce i zdobył awans do Pierwszej Dywizji.
W sezonie 2016/17 drużyna zajęła drugie miejsce w Pierwszej Dywizji i tym samym otrzymała bezpośredni awans do Priemjer-Ligi. Tosno stało się najkrócej istniejącym rosyjskim klubem, który awansował do Priemjer-Ligi, potrzebując na to 4 lat.
Swój debiutancki sezon w Priemjer-Lidze Tosneńcy rozpoczęli od przegranej z FK Ufa. Klub wygrał Puchar Rosji, eliminując po drodze Spartak Moskwa, jednak w lidze nie zdołał się utrzymać, zajmując przedostatnie miejsce.
Klub z Tosna nabawił się poważnych problemów finansowych, przez co nie otrzymał licencji na grę w Pierwszej Dywizji, co oznaczało spadek o dwa poziomy, do Drugiej Dywizji (podobnie jak Torpedo Moskwa po sezonie 2014/15). 9 czerwca klub rozwiązano.

## Sukcesy
| \| \| Zdobyte trofea w rozgrywkach Rosji (stan na: maj 2018 r.) \| |                                                           |      |          |
| Rozgrywki                                                          | Osiągnięcie                                               | Razy | Sezon(y) |
| · Mistrzostwo                                                      | I miejsce                                                 | -    |          |
| · Mistrzostwo                                                      | II miejsce                                                | -    |          |
| · Mistrzostwo                                                      | III miejsce                                               | -    |          |
| · Puchar                                                           | zdobywca                                                  | 1    | 2018     |
| · Puchar                                                           | finalista                                                 | -    |          |
| II liga                                                            | I miejsce                                                 | -    |          |
| II liga                                                            | II miejsce                                                | 1    | 2017     |
| II liga                                                            | III miejsce                                               | 1    | 2015     |
| Rosja                                                              | Zdobyte trofea w rozgrywkach Rosji (stan na: maj 2018 r.) |      |          |

- Wtoroj diwizion (3. poziom):
  - 1. miejsce (1x): 2013/14 (grupa Zachód)

- Mistrzostwo obwodu leningradzkiego:
  - mistrz: 2009
  - wicemistrz: 2010
- Puchar obwodu leningradzkiego:
  - zdobywca: 2009, 2010
  - finalista: 2013

## Stadion
Miejscowe boisko w Tośnie nie spełnia jakichkolwiek wymogów technicznych.
W Pierwszej Dywizji klub rozgrywał swoje mecze domowe na MSA Pietrowski w Petersburgu, który może pomieścić 2835 widzów lub na stadionie „Elektron” w Nowogrodzie Wielkim, który może pomieścić 3223 widzów.
W Priemjer-Lidze Tosneńcy grali na Stadionie Pietrowskim w Petersburgu.

## Trenerzy
- 2013–28.10.2013:  Wiktor Diemidow
- 29.10.2013–11.2013:  Kiriłł Gasziczew (p.o.)
- 04.03.2014–15.05.2014:  Ołeh Łeszczynski
- 16.05.2014–06.2014:  Wiaczesław Matiuszenko
- 07.2014–05.11.2014:  Nikołaj Kostow
- 06.11.2014–21.11.2014:  Kiriłł Gasziczew (p.o.)
- 04.12.2014–28.02.2015:  Aleksandr Grigorian
- 03.03.2015–31.07.2015:  Jewgienij Pieriewiertajło
- 01.08.2015–10.08.2015:  Kiriłł Gasziczew (p.o.)
- 12.08.2015–09.06.2018:  Dmitrij Parfionow